# Ardano
Ardano, (s. XI - Tournus, 1066) fue un abad francés benedictino del siglo XI. Es venerado como santo por la Iglesia Católica, el 11 de febrero, principalmente.

## Hagiografía
La fuente más exacta de su vida es la Chronicon Trenorchiense, sin embargo esta fuente es insuficiente pues omite muchos detalles de su vida.
Se sabe que fue abad de Tournus, en Borgoña, que pertenecía al Reino de Arlés, reino asociado al Sacro Imperio, siendo sucesor del abad Barnerio, en 1028. Se le atribuye a su regencia una época de sequía y desabastecimiento grave, entre 1031 al 1033. Durante este período y después de él, Ardano se caracterizó por ser misericordioso con los necesitados y logró traer donaciones de varias iglesias vecinas, como las diócesis de Annecy y Vienne.
Murió el 11 de febrero de 1066, en la Abadía de Tours.

## Onomástico y Culto público
Su fiesta se celebra el 11 de febrero en recuerdo de su fallecimiento, pero también se le conmemora el 13 de junio y el 5 de octubre, esta última por la traslaciones de sus reliquias. Incluso se le conmemora el 13 de febrero, por el cambio de calendario.
Desde su fallecimiento se le tuvo veneración, por lo que se llegó a establecer su culto a nivel local.
Su primer lugar de descanso fue la misma abadía de Tournus, pero luego, por orden del abad Pedro II, se le trasladó a una capilla en su honor, hasta que en 1562, un grupo de hugonotes le prendió fuego al templo.